# 長打率

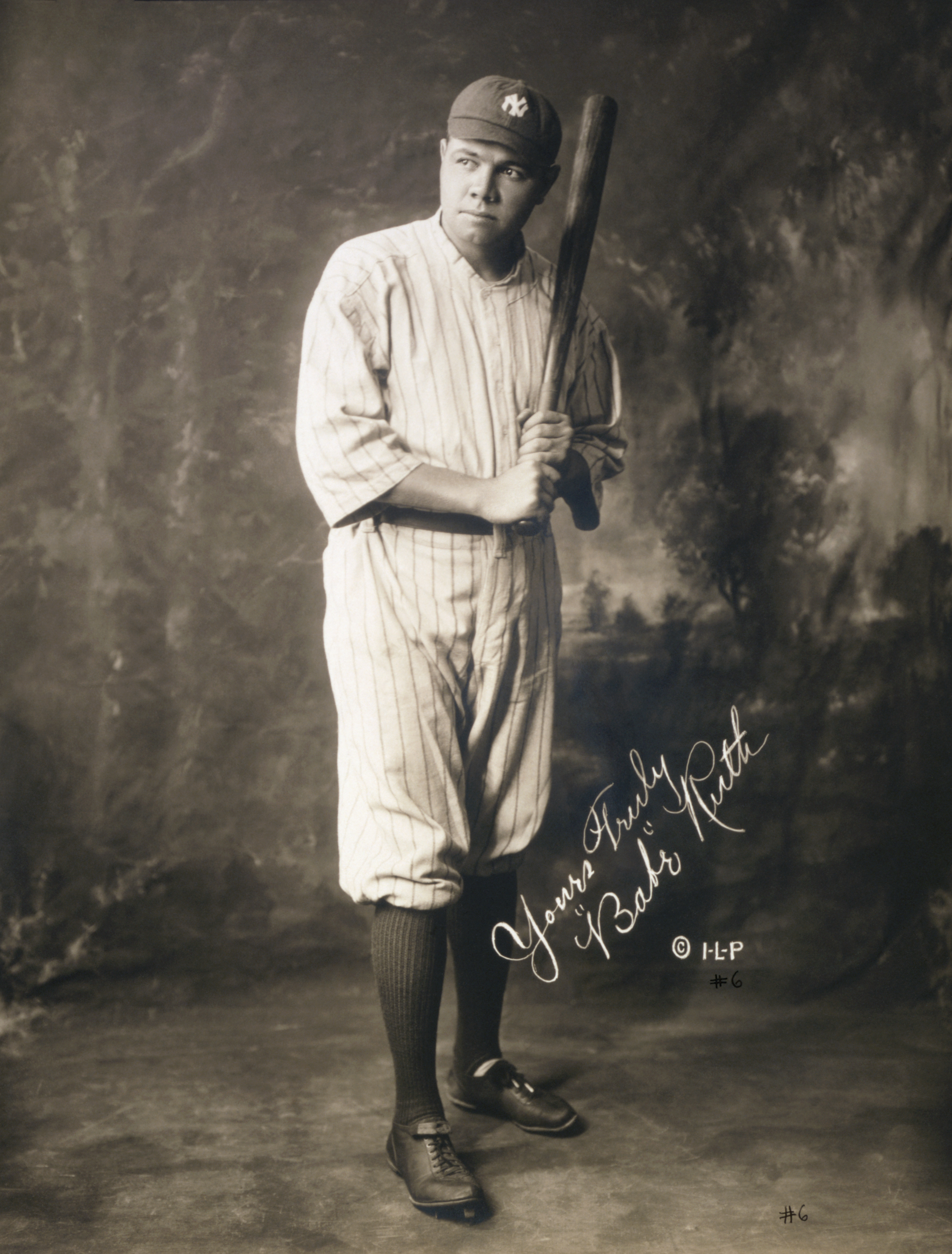
美國棒球運動員貝比·魯斯（Babe Ruth）在MLB生涯的長打率達0.690，為長打率紀錄的保持者。

長打率（英語：Slugging Percentage），為棒球統計中，衡量擊球員長打能力的數字。字面上的解釋應該是「出現長打的機率」，但事實上，更深層的意義是「打擊者每一次擊球可以貢獻幾個壘包」。
長打率=壘打數÷打數
{\displaystyle SLG={\frac {({\mathit {1B}})+(2\times {\mathit {2B}})+(3\times {\mathit {3B}})+(4\times {\mathit {HR}})}{AB}}}
通常四捨五入取近似值到小數點後第三位。
因為長打率必不小於打擊率，且長打率會受到打擊率的影響。所以相較之下，純長打率（IsoP）較能真正看出打者的長打能力。
長打率常與打擊率、上壘率並稱為「打擊三圍」，以衡量一位擊球員之表現形態。

## 例子
以多明尼加籍美國棒球大聯盟棒球選手亞伯特·普荷斯（Albert Pujols）為例：
亞伯特·普荷斯在2006年球季535打數中，擊出94支一壘安打、33支二壘安打、1支三壘安打以及49支全壘打。
他的長打率即為：[(1×94)+(2×33)+(3×1)+(4×49)]÷535=359÷535≒0.671 